# Princípio da mediocridade
O princípio da mediocridade é um conceito da filosofia da ciência de que não há nada de especial com o ser humano ou com a vida na Terra ou ainda que o universo é basicamente o mesmo em todos os lugares.
O princípio da mediocridade é a noção filosófica que diz "se um item for retirado aleatoriamente de um ou vários conjuntos ou categorias, é mais provável que esse item venha da categoria mais numerosa do que de qualquer outra das categorias menos numerosas"  O princípio tem sido usado pra sugerir que não há nada muito incomum sobre a evolução do Sistema Solar, história da Terra, a evolução da complexidade biológica, evolução humana ou qualquer outra nação. A ideia é pressupor a mediocridade em vez de começar com a pressuposição de que determinado fenômeno é especial, privilegiado, excepcional, ou até superior.  